# Macroglossum reithi
Macroglossum reithi là một loài bướm đêm thuộc họ Sphingidae, chi Macroglossum.